# A House of Dynamite
A House of Dynamite ist ein US-amerikanischer Spielfilm von Kathryn Bigelow aus dem Jahr 2025. Die Uraufführung des Thrillers findet Anfang September bei den Internationalen Filmfestspielen von Venedig statt. Im Oktober desselben Jahres ist eine reguläre Veröffentlichung durch den Streaminganbieter Netflix geplant.

## Handlung
In den USA wird von Unbekannten eine Rakete gestartet. Daraufhin beginnt für die Mitarbeiter des Weißen Hauses ein Wettlauf gegen die Zeit, um nach den Urhebern zu suchen. Auch besteht Unsicherheit darüber, wie man auf den Vorfall reagieren soll.

## Veröffentlichung
Die Weltpremiere von A House of Dynamite erfolgt am 2. September 2025 im Rahmen des 82. Internationalen Filmfestivals von Venedig. Der Beitrag wurde in den Hauptwettbewerb aufgenommen.
Ein limitierter Kinostart in den USA soll im Oktober 2025 erfolgen. Der Film wird vom Netflix verliehen. Am 24. Oktober 2025 soll A House of Dynamite ins Angebot des Streaminganbieters aufgenommen werden.

## Auszeichnungen
Kathryn Bigelow wurde mit A House of Dynamite zum zweiten Mal nach 2008 in den Wettbewerb um den Goldenen Löwen der Filmfestspiele von Venedig eingeladen.